# Digonocryptus femorator
Digonocryptus femorator är en stekelart som beskrevs av Dmitriy R. Kasparyan och Ruiz-cancino 2005. Digonocryptus femorator ingår i släktet Digonocryptus och familjen brokparasitsteklar. Inga underarter finns listade i Catalogue of Life.